# Nyctemera proprium
Nyctemera proprium là một loài bướm đêm thuộc phân họ Arctiinae, họ Erebidae.